# قائمة حكام لورين
حكام لورين شغلوا مناصب مختلفة في ظل حكومات مختلفة على مناطق مختلفة. وأول حكام للمنطقة كانوا ملوك الفرنجة التي سميت مملكتهم بمملكة لوثارينجيا.ومع الوقت تطورت التسمية اللاتينية «لوثارينجيا» إلى "Lorraine" بالفرنسية، و"Lotharingen" باللغة الهولندية و "Lothringen" باللغة الألمانية. وبعد أن تم انصهرت المملكة الكارولينجية داخل العوالم المجاورة لها في أواخر القرن التاسع تم تعيين دوقات على الأراضي. وفي منتصف القرن العاشر تم تقسيم الدوقية إلى لورين المنخفضة ولورين العليا، وهي أول تطور البلدان المنخفضة التاريخية، والثانية أصبحت تعرف باسم دوقية لورين وموجودة في العصر الحديث.

## ملوك لوثارينجيا
- لوثر الثاني (855–869)

تقسيم الإمبراطورية الكارولنجية بموجب معاهدة فيردان، ثم مملكة لوثر الأول بموجب معاهدة بروم (855)؛ بحيث تظهر لورثارينجيا باللون البنفسجي.

ادعى شارل الأصلع المملكة بعد وفاة لوثر الثاني، وتوج ملكاً في ميتز، ولكن شقيقه الأكبر لودفيغ الألماني اعترض على ذلك، وفي 870 مع معاهدة ميرسن قُسمت المملكة بين الشقيقين وبعد ذلك لأبنائهم، وفي 880 وبموجب معاهدة ريبمون أُعطيت المملكة بأكملها لـ لودفيغ الأصغر ابن لودفيغ الألماني.
- شارل الأصلع (869–870)
- لودفيغ الأصغر (880–882)
- شارل البدين (882–887)
- أرنولف من كارينثيا (887–895)
- زوينتببولد (895–900)
- لودفيغ الطفل (900–911)
- شارل الثالث ملك فرنسا (911–923)

تقسيم بموجب معاهدة ميرسن (870)

عام 925 ضمن لوثارينجيا إلى مملكة الفرنجة الشرقية.

## دوقات لورين
- غبهارد (903-910).
- ريغنار (910-915).
- جيلبرت (915-939).
- هنري (939-940).
- أوتو (2/940-944).
- كونراد (944-953).
- برونو (953-965).

دوقية لورين بأكملها قبل 959، ثم بعد تقسيم؛ بحيث تظهر لورين العليا باللون البني، ولورين السفلى باللون الأخضر.

في 959 تم تقسيم لورين إلى مقاطعتين العليا والسفلى، وكليهما أعطي لهما اللقب مارغريف أو نائب الدوق تحت سيطرة برونو، في 965 توفي برونو، ومع ذلك دوق لورين السفلى كان شاغراً بسبب وفاة الدوق في العام السابق وظل شاغراً حتى 977 وبعدها تم تعيين شارل من أسرة الكارولنجية، في حين ظل فريديريك دوقاً لورين العليا حتى بعد ذلك الحين، ومع ذلك ظلت الدوقتين منفصلتين باستثناء فترة قصيرة بين 1033 و1044.

## دوقات لورين السفلى
يلاحظ أن ترقيم الدوقات يختلف من مصدر إلى أخر.

### سلالة ماتفريدينغ
- غودفري الأول (959-964).
- ريشار (964-972).

### سلالة الكارولنجية
- شارل (976-991).
- أوتو (991-1012).

### أسرة آردين-فيردان
- غودفري الثاني (1012-1023) (والمعروف أيضا بـ غودفري الأول).
- غوتيلو الأول (1023-1044) (وأيضا دوق لورين العليا).
- غوتيلو الثاني (1044-1046).

### أسرة لوكسمبورغ
- فريديريك (1046-1065).

### أسرة آردين-فيردان
- غودفري الثالث (1065-1069) (وكـ غودفري الثاني دوق لورين العليا).
- غودفري الرابع (1069-1076) (والمعروف أيضا بـ غودفري الثالث).

### أسرة ساليان
- كونراد (1076-1087).

### أسرة بولوني (آردين-بوليون)
- غودفري الخامس (1087-1100) (والمعروف أيضا بـ غودفري الرابع)- واحد من قادة الحملة الصليبية الأولى، وبحكم الأمر الواقع حاكم القدس.

### أسرة ليمبورغ
- هنري الأول (1100-1106).

### أسرة لوفان
- غودفري السادس (1106-1129) (والمعروف أيضا بـ غودفري الخامس).

### أسرة ليمبورغ
- فاليرام (1129-1139).

### أسرة لوفان
- غودفري السابع (وأيضا غودفري الثاني كـ كونت لوفان).
- غودفري الثامن (وأيضا غودفري الثالث).

مرر إلى دوق برابانت حتى 1795 بحيث حافظ على اللقب «دوق لوثير».

## دوقات لورين العليا

### أسرة آردين-بار
- فريديريك الأول (959-978).
- تيودوريك الأول (978-27/1026).
- فريديريك الثاني (27/1026).
- فريديريك الثالث (27/1026-1033).

### أسرة آردين-فيردان
- غوتيلو الأول (1023-1044) (وأيضا دوق لورين السفلى).
- غودفري الثالث (1044-1046) (وأيضا دوق لورين السفلى).

### أسرة ميتز (آردين-ميتز)
| الصورة | الأسم           | بداية الحكم    | نهاية الحكم    | ملاحظة                       |
| ------ | --------------- | -------------- | -------------- | ---------------------------- |
|        | أدالبرت         | 1047           | 1048           |                              |
|        | جيرهارد         | 1048           | 6 مارس 1070    |                              |
|        | تييري الثاني    | 6 مارس 1070    | 23 يناير 1115  |                              |
|        | سيمون الأول     | 23 يناير 1115  | 13 أبريل 1138  |                              |
|        | ماتياس الأول    | 13 أبريل 1138  | 13 مايو 1176   |                              |
|        | سيمون الثاني    | 13 مايو 1176   | 1205           |                              |
|        | فريديريك الأول  | 1205           | 7 أبريل 1206   |                              |
|        | فريديريك الثاني | 7 أبريل 1206   | 10 أكتوبر 1213 |                              |
|        | ثيوبالد الأول   | 10 أكتوبر 1213 | 17 فبراير 1220 |                              |
|        | ماتياس الثاني   | 17 فبراير 1220 | 24 يونيو 1251  |                              |
|        | فريديريك الثالث | 24 يونيو 1251  | 31 ديسمبر 1302 |                              |
|        | ثيوبالد الثاني  | 31 ديسمبر 1302 | 13 مايو 1312   |                              |
|        | فريدريك الرابع  | 13 مايو 1312   | 23 أغسطس 1328  |                              |
|        | راؤول           | 23 أغسطس 1328  | 26 أغسطس 1346  | قُتل في معركة كريسي           |
|        | جان الأول       | 26 أغسطس 1346  | 27 سبتمبر 1390 |                              |
|        | شارل الثاني     | 27 سبتمبر 1390 | 25 يناير 1431  |                              |
|        | إيزابيل         | 25 يناير 1431  | 28 فبراير 1453 | مع زوجها رينيه الأول دي أنجو |

### أسرة أنجو
| الاسم                                        | الصورة | الميلاد                                                             | الزوجة                                                                    | الوفاة                                 |
| -------------------------------------------- | ------ | ------------------------------------------------------------------- | ------------------------------------------------------------------------- | -------------------------------------- |
| رينيه 25 يناير 1431 – 28 فبراير 1453         |        | 16 يناير 1409 قلعة أنجيه ابن لويس الثاني دوق أنجو ويولاند من أراغون | (1) إيزابيل 1420 10 أبناء (2) جين دو لافال 10 سبتمبر 1454 ليس لديهم أبناء | 10 يوليو 1480 آكس أون بروفانس العمر 71 |
| جان الثاني 28 فبراير 1453 – 16 ديسمبر 1470   |        | 2 أغسطس 1424 نانسي ابن رينيه وإيزابيل                               | ماري دي بوربون 1444 5 أبناء                                               | 16 ديسمبر 1470 برشلونة العمر 46        |
| نيكولاس الأول 16 ديسمبر 1470 – 24 يوليو 1473 |        | 1448 نانسي ابن جان الثاني وماري دي بوربون                           | غير متزوج                                                                 | 24 يوليو 1473 نانسي العمر 24-25        |
| يولاند 1473                                  |        | 2 نوفمبر 1428 نانسي ابنة رينيه وإيزابيل                             | فريديريك دي لورين، كونت فودمونت                                           | 23 مارس 1483 نانسي العمر 56            |

### أسرة لورين
حكم من قبل فرع صعير من أسرة ميتز، وعُرف بـ أسرة لورين
| الصورة | الأسم                 | بداية الحكم    | نهاية الحكم    | ملاحظة |
| ------ | --------------------- | -------------- | -------------- | --- |
|        | رينيه الثاني          | 24 يوليو 1473  | 10 ديسمبر 1508 | حفيد رينيه الأول وإيزابيل، وأيضا دوق بار |
|        | أنتوني                | 10 ديسمبر 1508 | 14 يونيو 1544  | |
|        | فرانسوا الأول         | 14 يونيو 1544  | 12 يونيو 1545  | |
|        | شارل الثالث           | 12 يونيو 1545  | 14 مايو 1608   | |
|        | هنري الثاني           | 14 مايو 1608   | 31 يوليو 1624  | |
|        | نيكول                 | 31 يوليو 1624  | 25 نوفمبر 1625 | هي ابنة هنري الثاني؛ حكماء لورين قرروا في نهاية المطاف أنها غير مؤهلة الحكم، مرر اللقب فوراً إلى عمها فرانسوا الثاني، ابن عمها وزوجها شارل الرابع، سيحكم بعد ذلك                 |
|        | فرانسوا الثاني        | 25 نوفمبر 1625 | 1 ديسمبر 1625  | تنازل على الفور لصالح ابنه، وتوفي في 1632 |
|        | شارل الرابع           | 1 ديسمبر 1625  | 19 يناير 1634  | تنازل لصالح شقيقه |
|        | نيكولاس الثاني        | 19 يناير 1634  | 1 أبريل 1634   | تنازل لصالح شقيقه الأكبر، وفر إلى المنفى؛ وبحيث ظلت الدوقية تحت سيطرة الفرنسية الفعالة طيلة 27 عاماً.                                                                            |
|        | شارل الرابع           | 1 أبريل 1634   | 18 سبتمبر 1675 | كانت استعادته أسمياً نتيجة لتخلي شقيقه عن الحكم، كان الدوق في المنفى بين عامي 1634 حتى 1661 ومن ثم 1670 حتى وفاته.                                                               |
|        | شارل الخامس ليوبولد   | 18 سبتمبر 1675 | 18 أبريل 1690  | كان حكمه مجرد شكلي، لأن الدوقية طوال عهده كانت حتى سيطرة الفرنسية. |
|        | ليوبولد               | 18 أبريل 1690  | 27 مارس 1729   | كان في المنفى بسبب الاحتلال الفرنسية حتى 30 أكتوبر 1697، عندما أُعيد ليوبولد جوزيف إليها، واحتلت مرة أخرى من قبل الفرنسيين بين 1702 حتى 1714، على الرغم من أن الدوق ظل في مكانه. |
|        | فرانسوا الثالث ستيفان | 27 مارس 1729   | 9 يوليو 1139   | قام بـ تبديل لورين مقابل دوقية توسكانا الكبرى، انتخب كـ إمبراطور روماني مقدس في 1745؛ وتوفي في 1765؛ وهو زوج الإمبراطورة ماريا تيريزا.                                          |

### أسرة ليزينسكي
| الصورة | الأسم           | بداية الحكم  | نهاية الحكم    | ملاحظة                                                                                                 |
| ------ | --------------- | ------------ | -------------- | --- |
|        | ستانيسلاف الأول | 9 يوليو 1737 | 23 فبراير 1766 | ملك بولندا السابق، وصهر الملك لويس الخامس عشر الذي أعطى له الدوقية، ومع وفاته أدرج الدوقية إلى أراضيه. |

ومع ذلك واصل أسرة هابسبورغ-لورين في حمل اللقب دوق لورين.